# Grosbois-en-Montagne
Grosbois-en-Montagne är en kommun i departementet Côte-d'Or i regionen Bourgogne-Franche-Comté i östra Frankrike. Kommunen ligger i kantonen Sombernon som tillhör arrondissementet Dijon. År 2022 hade Grosbois-en-Montagne 111 invånare.

## Befolkningsutveckling
Antalet invånare i kommunen Grosbois-en-Montagne
Referens:INSEE